# سارة ولز
سارة ولز هي منافسة ألعاب القوى كندية، ولدت في 10 نوفمبر 1989 في ماركام في كندا.

## وصلات خارجية
- الموقع الرسمي
- سارة ولز على موقع الاتحاد الدولي لألعاب القوى (الإنجليزية)
- سارة ولز على موقع اللجنة الأولمبية الدولية (الإنجليزية)
- سارة ولز على موقع أوليمبيديا (الإنجليزية)
- سارة ولز على موقع اللجنة الأولمبية الكندية (الإنجليزية)